# Massacres de Galicie
 (juillet 2024).
La mise en forme du texte ne suit pas les recommandations de Wikipédia : il faut le « wikifier ».
Les points d'amélioration suivants sont les cas les plus fréquents. Le détail des points à revoir est peut-être précisé sur la page de discussion.
- Les titres sont pré-formatés par le logiciel. Ils ne sont ni en capitales, ni en gras.
- Le texte ne doit pas être écrit en capitales (les noms de famille non plus), ni en gras, ni en italique, ni en « petit »…
- Le gras n'est utilisé que pour surligner le titre de l'article dans l'introduction, une seule fois.
- L'italique est rarement utilisé : mots en langue étrangère, titres d'œuvres, noms de bateaux, etc.
- Les citations ne sont pas en italique mais en corps de texte normal. Elles sont entourées par des guillemets français : « et ».
- Les listes à puces sont à éviter, des paragraphes rédigés étant largement préférés. Les tableaux sont à réserver à la présentation de données structurées (résultats, etc.).
- Les appels de note de bas de page (petits chiffres en exposant, introduits par l'outil «  Source ») sont à placer entre la fin de phrase et le point final[comme ça].
- Les liens internes (vers d'autres articles de Wikipédia) sont à choisir avec parcimonie. Créez des liens vers des articles approfondissant le sujet. Les termes génériques sans rapport avec le sujet sont à éviter, ainsi que les répétitions de liens vers un même terme.
- Les liens externes sont à placer uniquement dans une section « Liens externes », à la fin de l'article. Ces liens sont à choisir avec parcimonie suivant les règles définies. Si un lien sert de source à l'article, son insertion dans le texte est à faire par les notes de bas de page.
- La présentation des références doit suivre les conventions bibliographiques. Il est recommandé d'utiliser les modèles {{Ouvrage}}, {{Chapitre}}, {{Article}}, {{Lien web}} et/ou {{Bibliographie}}. Le mode d'édition visuel peut mettre en forme automatiquement les références.
- Insérer une infobox (cadre d'informations à droite) n'est pas obligatoire pour parachever la mise en page.

Pour une aide détaillée, merci de consulter Aide:Wikification.
Si vous pensez que ces points ont été résolus, vous pouvez retirer ce bandeau et améliorer la mise en forme d'un autre article.

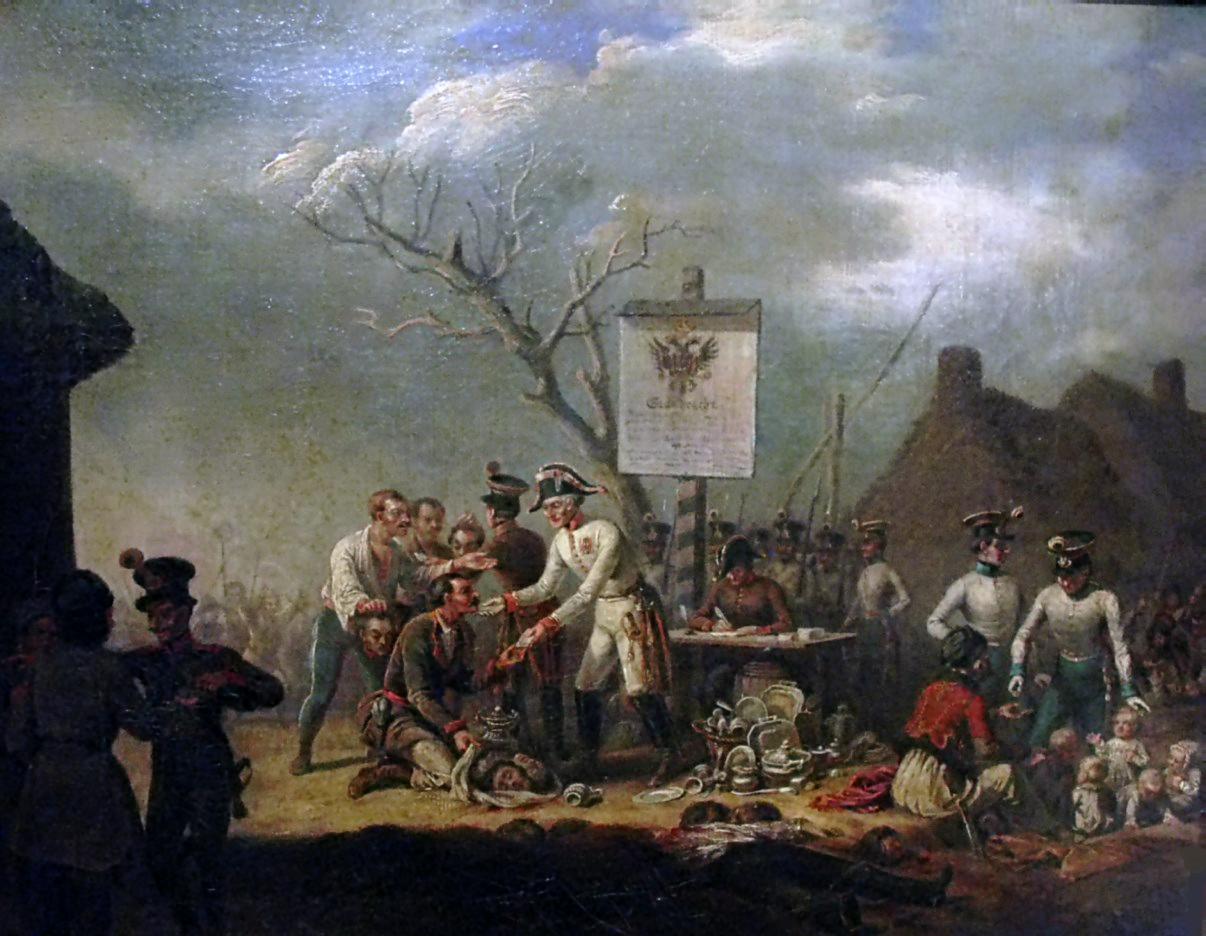
Massacre galicien de Jan Lewicki (1795-1871)

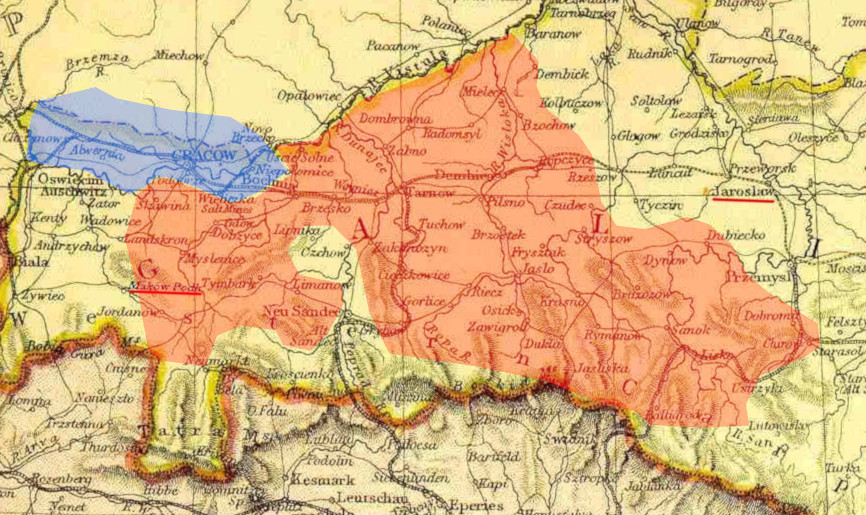
Théâtre de l'insurrection paysanne galicienne de 1846 (rouge) comparée à l'insurrection de Cracovie (bleu)

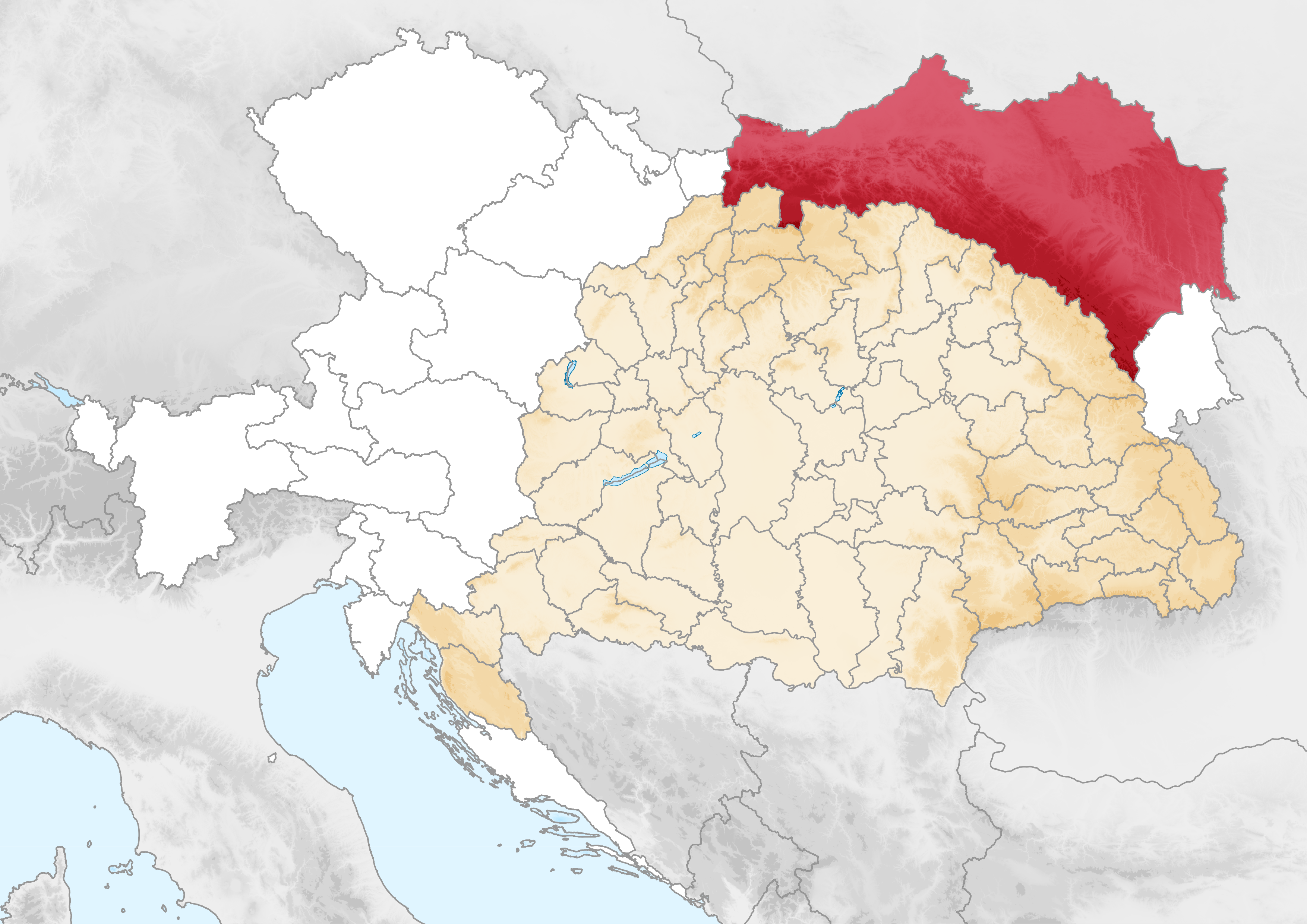
Rappel de la situation de la Galicie au sein de l'empire d'Autriche.

Le soulèvement paysan galicien de 1846, également connu sous le nom de massacres de Galicie ou soulèvement de Szela (en allemand : Galizischer Bauernaufstand ; en polonais : Rzeź galicyjska ou Rabacja galicyjska), fut, durant deux mois, une révolte de paysans pauvres, qui ont conduit à écraser le soulèvement concomitant de la szlachta (Insurrection de Cracovie) et au massacre de la noblesse polonaise en Galicie. Les événements se déroulent dans l'ouest du royaume de Galicie et Lodomérie, dans la zone de partition autrichienne, au début de l'année 1846. Ils touchent principalement les zones autour de la ville de Tarnów.
Révolte contre le servage, elle était dirigée contre la propriété seigneuriale et l'oppression (comme les prisons seigneuriales). Les paysans galiciens tuèrent environ 1 000 nobles et détruisirent environ 500 manoirs. Le gouvernement autrichien utilise ce soulèvement pour décimer la noblesse polonaise, qui organisait un soulèvement contre l'Autriche.

## Contexte
Dans la ville libre autonome de Cracovie, des intellectuels et des nobles polonais patriotes (szlachta) avaient élaboré un plan de soulèvement général dans la Pologne divisée et avaient l'intention de rétablir un pays unifié et indépendant. Un soulèvement similaire de la noblesse était prévu à Poznań, mais la police arrête promptement les meneurs. Le soulèvement de Cracovie commence dans la nuit du 20 février et rencontre d'abord des succès limités.
Entre-temps, les récentes mauvaises récoltes provoquent d'importants troubles parmi la paysannerie locale. La province de Galicie était la plus grande, la plus peuplée et la plus pauvre de l'empire d'Autriche et était connue de manière désobligeante à Vienne sous le nom de Halbasien (« Demi-Asie »). Les autorités autrichiennes le considéraient avec dédain comme « un lieu barbare habité par des personnes étranges et à l'hygiène personnelle douteuse ». En 2014, The Economist rapportait que « La pauvreté en Galicie au XIXe siècle était si extrême qu'elle était devenue proverbiale : la région s'appelait Golicja et Głodomeria, un jeu de mots entre son nom officiel (Galicja i Lodomeria en polonais) et les termes de goły (« nu ») et głodny (« affamé ») ». Bien que la Galice soit officiellement une province de l'Empire autrichien, les autorités autrichiennes l'ont toujours considérée comme un projet colonial ayant besoin d'être « civilisé », et elle n'a jamais été considérée comme une partie de l'Autriche proprement dite.

## Le soulèvement
Le soulèvement de Cracovie est l’étincelle qui déclenche la rébellion des paysans. Les nobles insurgés lancent un appel aux paysans en leur rappelant le souvenir du héros populaire polono-lituanien Tadeusz Kościuszko et en promettant la fin du servage. Certains paysans se rangent en effet du côté des nobles. Narkiewicz et Hahn, entre autres, notent que les paysans des alentours de Cracovie, dont beaucoup se souvenaient des promesses faites par Kościuszko et des paysans soldats qui combattaient à ses côtés, sympathisaient avec les nobles insurgés. Sont également évoqués les paysans de Chochołów, qui se sont rassemblés sous un drapeau polonais et ont combattu contre les Autrichiens,.
Un certain nombre de sources font état des actions de l'administration autrichienne de Tarnów, en particulier d'un fonctionnaire identifié comme étant l'officier du district de Tarnów, Johann Breindl von Wallerstein, qui a encouragé les paysans à la révolte,,,. Wallerstein recrute un leader paysan, Jakub Szela,, pour diriger leur révolte. Est promise aux serfs la fin de leurs devoirs féodaux s'ils aident à réprimer le soulèvement des nobles polonais ; ils étaient également payés en argent et en sel pour les têtes des nobles capturés et tués,. Hahn note : « il est généralement admis comme prouvé que les autorités autrichiennes ont délibérément exploité le mécontentement des paysans afin de réprimer le soulèvement (proto-national) de la noblesse ». Magosci et coll. a écrit que « la plupart des contemporains ont condamné les autorités autrichiennes pour leur utilisation perfide de la paysannerie à des fins contre-révolutionnaires ».
Les paysans aident également l'armée autrichienne à vaincre les insurgés lors de la bataille de Gdów,,. Ils attaquent les résidences des chefs nobles rebelles, tuant ainsi plusieurs centaines de propriétaires fonciers ainsi que leurs familles. On estime qu'environ 90 % des manoirs de la région de Tarnów ont été détruits, soit plus de 470 résidences. Une rumeur populaire en Galicie racontait que l'empereur avait aboli les dix commandements, ce que les paysans considéraient comme une autorisation d'agir contre la szlachta. Les estimations du nombre pertes polonaises varient entre 1 000 et 2 000. Jezierski note que la plupart des victimes n'étaient pas des nobles (qui, selon lui, représentaient peut-être environ 200 des victimes) mais leurs employés directs. La plupart des victimes n'avaient aucun lien direct avec les insurgés polonais, si ce n'est qu'elles appartenaient à la même classe sociale. Davies note également que, près de Bochnia, des fonctionnaires autrichiens ont été attaqués par des paysans trop zélés. Bideleux et Jeffries discutent du nombre total de victimes, notant que « plus de deux mille vies ont été perdues des deux côtés », ce qui suggère que la plupart des victimes appartenaient à la noblesse polonaise.
Le soulèvement fut finalement réprimé par les troupes autrichiennes. Les récits de la pacification varient. Bideleux et Jeffries notent qu'il a été « brutalement réprimé par les troupes autrichiennes ». Jezierski souligne le recours à la flagellation par les autorités. Nance décrit l'arrestation et l'exil des paysans anti-autrichiens à Chochołów. Magocsi et coll. notent que les paysans furent punis en étant contraints de reprendre leurs obligations féodales tandis que leur chef, Szela, reçut une médaille et une concession foncière,.

## Après-coup
Le servage, tout comme la corvée, ont existé en Galice jusqu'en 1848, et le massacre de la szlachta en 1846 est considéré comme ayant contribué à sa disparition,,,. La destruction des récoltes pendant les hostilités fut l'une des causes de la famine qui s'ensuivit.
Pour les nobles et les réformateurs polonais, cet événement a été une leçon sur le fait que les divisions de classe sont une force puissante et que l'on ne peut pas attendre des paysans qu'ils soutiennent la cause d'une Pologne indépendante sans éducation et réforme. Peu de temps après la répression du soulèvement, la république de Cracovie fut abolie et incorporée à la Galicie. À Vienne, on se satisfait des résultats du massacre, considéré comme la preuve que la majorité des peuples de l'Empire autrichien étaient fidèles à la maison des Habsbourg. Les autorités autrichiennes furent donc très surprises par les révolutions de 1848 dans l'Empire autrichien, à peine deux ans plus tard.
Le massacre de la noblesse en 1846 était le souvenir historique qui hantait la pièce de Stanisław Wyspiański Les Noces. Le soulèvement a également été décrit dans les récits Der Kreisphysikus et Jacob Szela de Marie von Ebner-Eschenbach.

## Interprétation
Il était ironique, comme l'a noté l'historien Eric Hobsbawm, que les paysans aient tourné leur colère contre les révolutionnaires, dont les idéaux incluaient pourtant également l'amélioration de la condition paysanne. Les idéaux progressistes des insurgés polonais lors du soulèvement de Cracovie ont été salués, entre autres, par Karl Marx, qui l'a qualifié de « mouvement profondément démocratique visant la réforme agraire et d'autres questions sociales urgentes ». Comme l'ont noté plusieurs historiens, les paysans n'agissaient pas tant par loyauté envers les Autrichiens que par révolte contre un système féodal oppressif (le servage), dont les nobles polonais étaient les principaux représentants et bénéficiaires,. Wolff adopte ici une position différente en soulignant qu'il est probable que les autorités autrichiennes aient exercé une plus grande influence sur les paysans, qui ont vu leurs conditions de vie s'améliorer au cours des dernières décennies passées sous domination autrichienne. L'historien polonais Tomasz Kamusella avance une interprétation selon laquelle les serfs et les nobles devraient être perçus comme appartenant à des groupes ethniques différents, ce qui reviendrait à assimiler les événements à un acte de nettoyage ethnique.

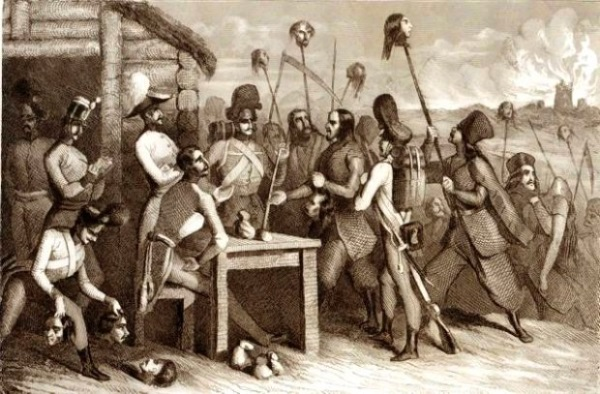
Les paysans étaient payés en argent et en sel pour chaque tête de noble polonais.

Bideleux et Jeffries (2007) font partie des dissidents de ce point de vue et citent les recherches d'Alan Sked de 1989 qui affirment que « les autorités des Habsbourg – malgré des accusations ultérieures de connivence avec la paysannerie – ne savaient rien de ce qui se passait et étaient consternées par ces massacres sanglants ». Hahn note au contraire que, lors des événements de 1846, « la bureaucratie autrichienne a joué un rôle douteux qui n'a pas été complètement expliqué jusqu'à nos jours ».

## Lectures complémentaires
- Thomas W. Simons Jr. La révolte paysanne de 1846 en Galice : historiographie polonaise récente. Revue slave, XXX (décembre 1971) pp. 795-815.
- Alan Sked, The Decline and Fall of the Habsburg Empire 1815-1918, Longman Publishing Group, 2001 (ISBN 978-0-582-35666-5, lire en ligne)
- Tomasz Szubert, Jak(ó)b Szela (14) 15 lipca 1787 – 21 kwietnia 1860, Warszawa 2014 (Wydawnictwo DiG w Warszawie) accès libre https://www.academia.edu/44024456/Jak_%C3%B3_b_Szela_14_15_lipca_1787_21_kw ietnia_1860_FRAGMENTY